# Richard Marceau
Richard Marceau, né le 25 août 1970 à Québec, dans l'arrondissement de Charlesbourg, au Québec, est un homme politique québécois ayant notamment exercé les fonctions de député fédéral canadien pour le Bloc québécois.

## Biographie
Bachelier en Droit civil de l’Université Laval en 1992 et en common law de l’University of Western Ontario en 1993, Richard Marceau a été député de Charlesbourg–Hautes-Saint-Charles à la Chambre des communes de 1997 à 2006. Il a été porte-parole du Bloc québécois en matière de Justice (2002-2006 et 1997-1999), d’Affaires indiennes et du Nord (2001-2002), ainsi que d’Affaires étrangères et Commerce international (1999-2001). Il se converti au judaïsme après avoir rencontré sa femme de confession juive.
À titre de député de la Chambre des communes, il a également participé à plusieurs missions à l’étranger, notamment en Israël et dans les territoires palestiniens. Il a également été délégué aux 3e et 4e Conférences des ministres de l’OMC, à Seattle (1999) et au Qatar (2001). Il était le seul député juif du Bloc québécois.
En 2007, il se porte candidat aux élections provinciales québécoises dans la circonscription de Charlesbourg, mais fut battu par l'adéquiste Catherine Morissette.
Il a travaillé de 2006 à 2011 au Comité Canada-Israël et, depuis 2011, travaille au Centre consultatif des relations juives et israéliennes. Il se décrit comme « sioniste pro-palestinien ».
En 2011, il publie le livre Juif, Une histoire québécoise et une adaptation en langue anglaise A Quebec Jew, From Bloc Québécois MP To Jewish Activist aux Éditions du Marais.

## Profil académique
- Baccalauréat en droit civil, Université Laval
- Baccalauréat en common law, University of Western Ontario
- Diplôme international d’administration publique (niveau maîtrise), École nationale d'administration de France

## Expérience professionnelle
- Consultant et analyste (2006-2007)
- Député de Charlesbourg—Hautes-St-Charles à la Chambre des Communes (1997-2006)
- Avocat

## Engagement communautaire
- Récipiendaire du Prix Saul Hayes pour les droits de la personne, décerné par le Congrès juif canadien (2004)
- Représentant des étudiants étrangers à l’ÉNA (1995-1996)
- Fondateur du Club Bloc québécois à l’University of Western Ontario (1992)
- Membre du Conseil étudiant de la section collégiale du Petit Séminaire de Québec (1987-1988)